# Chrudim
Chrudim (in tedesco Crudim) è una città della Repubblica Ceca, capoluogo del distretto omonimo, nella regione di Pardubice.

## Geografia
Chrudim è situata lungo le rive della Chrudimka, a 11 km a sud di Pardubice e a 130 km a sud-est di Praga.

## Storia
Chrudim fu probabilmente fondata nel IX secolo. Fu menzionata per la prima volta in un documento nel 1055, quando vi morì il principe boemo Bretislao I. Già allora era un importante centro amministrativo con un castello principesco dei Přemyslidi. Dopo il 1162 passò ai Přemyslidi della dinastia Diepolding (Děpoltici), che vi regnarono come principi fino al 1231. Intorno al castello principesco si sviluppò un centro artigianale e di mercato, che fu elevato a città reale sotto il re Ottocaro II e il castello principesco a castello reale. All'inizio del XIV secolo, Chrudim, insieme ad altre città della Boemia orientale, divenne la città delle regine boeme. A metà del XIV secolo divenne il centro del distretto della Vecchia Boemia di Chrudim. Durante la crociata hussita, il castello reale, che sorgeva non lontano dalla chiesa arcidiaconale, fu distrutto. I suoi resti strutturali furono demoliti nel XIX secolo.
Dopo le guerre hussite, Chrudim fu in grado di acquisire importanti terreni al di fuori della città, ma questi vennero confiscati senza indennizzo dopo la soppressione della Rivolta degli Estati nel 1547. Di conseguenza, lo sviluppo economico della città ristagnò per decenni. Il convento dei Cappuccini fu fondato nel 1641, ma la sua costruzione iniziò solo nel 1656. La chiesa associata del monastero di San Giuseppe divenne un noto luogo di pellegrinaggio a partire dalla fine del XVII secolo (immagine miracolosa di San Salvatore).
A partire dalla metà del XVIII secolo si verificò un boom economico dovuto alla produzione tessile. La città era anche un centro di mercato agricolo per la campagna circostante. Anche i mercati dei cavalli divennero importanti. Il 6 agosto 1850 un grande incendio distrusse la Katharinenvorstadt e parte della Johannesvorstadt. L'industrializzazione fu promossa con l'arrivo della ferrovia nel 1871. La produzione di torri tubolari in acciaio per turbine eoliche, liquori e macchine agricole è di importanza economica.

## Monumenti e luoghi d'interesse
- Chiesa dell'Assunzione della Vergine Maria, originariamente gotica, fu fondata prima del 1349 sul sito di un castello. Dopo essere stata danneggiata da diversi incendi, nel 1857 fu ricostruita nell'attuale forma neogotica.
- Chiesa di San Michele
- Chiesa di Santa Caterina
- Chiesa dell'Esaltazione della Croce
- Vecchio Municipio
- Colonna della peste, di Ignaz Rohrbach
- Cimitero Ebraico

## Cultura

### Istruzione

#### Musei
- Museo Regionale
- Museo delle Marionette
- Museo del Barocco

La città ha dato i natali nel XV secolo al celebre letterato e giurista Viktorin Kornel ze Všehrd e a fine XVIII secolo a Josef Ressel, inventore dell'elica e forestale.